# Franc Alpa
Franc Alpa je česká pop punková kapela ze Zlína, založená v roce 2010, známá svými energickými autorskými písněmi a svéráznou koncertní prezentací.
Za více než dekádu své existence odehrála kapela přes stovku koncertů v klubech i na festivalech po celé České republice, včetně významných akcí jako Film Festival Zlín, Lážo Plážo Fest, Wifič ven!, Majáles, Holešovská Regata a nespočtu dalších. Během své kariéry sdílela pódium s kapelami jako Horkýže Slíže, Rybičky 48, Vypsaná fixa, Kapitán Demo, Fleret, nebo s písničkářem Závišem a vystoupila např. i na vernisáži kontroverzního satirického výtvarníka TMBK.
V počátcích se kapela prezentovala ve stylizovaných kostýmech inspirovaných kabaretem, čímž vytvářela výrazný vizuální dojem, který později opustila. K dnešnímu dni vydala jedno studiové album nazvané Alpum a singl Maturita.
Všichni současní členové kapely jsou aktivní i v dalších hudebních a uměleckých projektech, přičemž je spojuje jejich působení v různých inscenacích a projektech Městského divadla Zlín, kde je Marek Příkazký stálým členem uměleckého souboru.

## Historie

### 2010–2012
Franc Alpa vznikl začátkem roku 2010 v dnes již zaniklém baru LOFT 577 ve Zlíně. Zakládajícími členy byli kytaristé Martin Šramka (přezdívaný Šráma) a Leoš Peteráč, k nimž se postupně připojili Marek Příkazký na basu a bubeník Kamil Brázdil. První autorské skladby, jako „Bravo, Girl!“, „Dědci“, „Bonbón“ či „Vltava“, položily základy kapelního repertoáru. Texty skládal především Marek Příkazký, nicméně kapela na nich občasně spolupracovala také s hercem Jakubem Šafránkem, zatímco hudbu obvykle tvořil Martin Šramka.
Název kapely vymyslel kytarista Martin Šramka, který odkazoval na fiktivní postavu à la Jára Cimrman. Design a kapelní barvy – žlutá a modrá – byly inspirovány tradiční francovkou, která se na trhu objevuje pod značkou Alpa. Autorem loga, na němž je vyobrazen Napoleon, se stal divadelní scénograf a výtvarník Hynek Petrželka. Kostymérka kapely byla výtvarnice a herečka Kateřina Höferová.
První koncert odehrála kapela Franc Alpa 23. května 2011 v klubu Dílna Městského divadla Zlín v rámci festivalu Setkání/Stretnutie.

### 2012–2017
V roce 2013 odešel z kapely Leoš Peteráč, což vedlo k tomu, že Franc Alpa pokračoval v tříčlenné sestavě. V následujících letech kapela rozšířila svůj repertoár a zintenzivnila koncertní aktivity, až v roce 2014 vstoupila do zlínského Studia V, kde pod dohledem Libora Mikošky (alias Mikeše) nahrála debutové album Alpum, které vyšlo později, v roce 2017.
Na začátku roku 2015 odehrála kapela Franc Alpa společný koncert s písničkářem Závišem, kterému pokřtila desku. Zároveň se jednalo o jeden z posledních koncertů bubeníka Kamila Brázdila, který v létě téhož roku definitivně skončil a v kapele zůstali Martin Šramka s Markem Příkazkým, kteří drželi kapelu při životě v úsporném režimu v podobě akustického dua.

### 2017–2022
V roce 2017 kapela oficiálně vydala své debutové album Alpum, které obsahuje třináct skladeb reprezentujících průřez jejich dosavadní tvorbou. Na pódiu se objevila s novým bubeníkem Petrem Ptáčkem, působícím v kapelách November 2nd, B-Side Band nebo AG Flek. Franc Alpa pokračoval ve tvorbě nového materiálu a pořádal originální koncerty, jako například veřejnou zkoušku v baru, kde kapela vznikla, nebo vystoupení na ulici během Zlínského filmového festivalu.
Pandemie covidu-19 v roce 2020 ovlivnila jejich plány, kdy museli zrušit několik koncertů.

### 2022–současnost
V roce 2022 se kapela Franc Alpa rozrostla o dva nové členy – bubeníka Vojtu Brhla a klávesáka Radima Šustka, což přineslo další impuls do jejich tvorby a zvuku. Tato změna přinesla nový vítr do plachet a otevřela cestu k dalším experimentům. Nové skladby jako „katka Katka“, „Seděla na baru“ nebo „Kluci jdou“ ukazují posun směrem k pestřejšímu zvuku a širšímu spektru hudebních vlivů.
Kapela nejen intenzivně tvoří nové písně, ale také pravidelně koncertuje na různých akcích. Vystupovala například na promocích Univerzity Tomáše Bati a také na vernisáži satirického výtvarníka TMBK. Franc Alpa si udržuje aktivní koncertní život a i nadále hraje s plným nasazením, čímž si rozšiřuje fanouškovskou základnu a udržuje čerstvý a živý kontakt s publikem.

## Diskografie
- 2017 – Alpum
- 2021 – Alpum (limitovaná edice)
- 2021 – Maturita (singl)

## Videoklipy
- 2017 – Bonbón[15]
- 2021 – Maturita[16]
- 2024 – katka Katka[14]

## Současní členové
- Martin Šramka – kytara, zpěv (od roku 2010)
- Marek Příkazký – baskytara, zpěv (od roku 2010)
- Radim Šustek - klávesy, syntezátor, zpěv (od roku 2023)
- Vojtěch Brhel - bicí, zpěv (od roku 2023)
- Petr Ptáček – bicí (od roku 2017, od roku 2023 v alternaci)

## Bývalí členové
- Kamil Brázdil – bicí (2010–2014)
- Leoš Peteráč – kytara, zpěv (2010–2012)